# Megaselia kaleybarensis
Megaselia kaleybarensis (лат.) — вид мелких мух-горбаток рода Megaselia из подсемейства Metopininae (двукрылые горбатки). Эндемик Ирана.

## Распространение
Центральная Азия, Иран (провинция Восточный Азербайджан, Kaleybar, Arasbaran, 38°51.548’N 46°59.007’E, высота 1783 м).

## Описание
Мелкие мухи длиной около 1 мм. Длина крыльев около 1,7 мм. Лоб с микротрихиями. Щека с 4 щетинками. Лабелла с многочисленными мелкими щетинками. Ноги желтовато-коричневые. Грудь с 3 нотоплевральными щетинками, без расщелины перед ними; мезоплевра с мелкими волосками. на 3-6 сегментах брюшка снизу развиты волоски; самые длинные щетинки на шестом тергите. Вид был впервые описан в 2019 году иранскими энтомологами Р. Н. Хамени с коллегами (Khameneh R. N., S. Khaghaninia, N. Maleki-Ravasan; University of Tabriz, Тебриз, Иран) и британским диптерологом Генри Диснеем (R. Henry L. Disney; Department of Zoology, Кембриджский университет, Кембридж, Великобритания). Видовое название дано по имени места обнаружения (Kaleybar).